# Страхов, Лев Николаевич
Лев Николаевич Страхов (28 мая 1921 — 11 марта 2007) — генерал-майор технических войск, начальник 1-го Военного автомобильного училища города Рязань в 1957—1964 годах, основоположник электрогазовой службы Вооружённых сил СССР и Вооружённых сил Российской Федерации.

## Биография
Родился 28 мая 1921 года. Добровольцем отправился на фронт в 1941 году, в годы Великой Отечественной войны воевал на 3-м Украинском фронте. Командовал автомобильной ротой, 6-м автомобильным батальоном в составе 22-й автомобильной бригады 15-го автомобильного полка, также был начальником штаба батальона 22-й автомобильной бригады 66-го автомобильного полка. Член ВКП(б) с 1944 года; с октября 1944 по январь 1945 года его 6-м батальоном было выполнено 1121976 тонн-километров (перевезено более 34805 т груза для нужд фронта, сэкономлено 9304 кг горюче-смазочных материалов).
Окончил в 1948 году Военно-транспортную академию с отличием и золотой медалью, в январе 1957 года назначен начальником 1-го Военного автомобильного училища города Рязань, занимал пост до мая 1964 года.
В 1968 году был назначен на должность начальника автотракторной и электрогазовой службы ВВС СССР, занимался развитием связей с промышленностью и НИИ ВВС и Министерства обороны СССР. Внёс вклад в выполнение Постановления Совета министров СССР 1968 года «Об улучшении организации разработки и серийного выпуска аэродромного оборудования для наземного обслуживания авиационной техники». Лауреат Государственной премии СССР 1978 года за активное участие в создании и освоении новых образцов наземной техники для авиации. Участвовал в организации автомобильного и электрогазового обеспечения ввода войск в Афганистан в 1979 году.
Завершил службу в 1983 году в звании генерал-майора технических войск на должности начальника автомобильной и электрогазовой службы ВВС. После ухода на пенсию участвовал в работе Совета ветеранов автомобильной и электрогазовой службы ВВС в воспитании молодых офицеров службы. Умер 11 марта 2007 года, похоронен в Москве.
Его отец ：Николай Васильевич Страхов (5 марта 1892—1972) — генерал-лейтенант технических войск участник Первой мировой, Гражданской и Великой Отечественной войн. Судья всесоюзной категории по автомобильному и мотоциклетному спорту (1954).

## Награды
- Орден Отечественной войны II степени (27 декабря 1943)[1]
- Орден Трудового Красного Знамени[2]
- Орден Красной Звезды (трижды)[2]
  - 27 апреля 1945 — за образцовое выполнение заданий Командования на фронте в борьбе с немецкими захватчиками и проявленные при этом доблесть и мужество[1]
  - 30 декабря 1956[8]
  - 21 февраля 1974[9]
- Орден «Знак Почёта» (22 февраля 1967)[8]
- медали[2], в том числе:
  - Медаль «За оборону Москвы» (1 мая 1944)[8][b]
  - Медаль «За победу над Германией в Великой Отечественной войне 1941—1945 гг.» (9 мая 1945)[8][c]
  - Медаль «За взятие Будапешта» (9 июня 1945)[8][d]
  - Медаль «За взятие Вены» (9 июня 1945)[8][e]
  - Медаль «За освобождение Белграда» (9 июня 1945)[8][f]
  - Медаль «За боевые заслуги» (19 ноября 1951)[8]
- Государственная премия СССР (1978)[2]

## Комментарии
1. ↑  В некоторых наградных листах указан 1920 год[1]
2. ↑  По документам — 23 ноября 1944 года[1] или 28 ноября 1944 года[10]
3. ↑  Вручена по состоянию на 31 декабря 1945 года[11][12]
4. ↑  Вручена по состоянию на 31 декабря 1945 года[4]
5. ↑  Вручена по состоянию на 31 декабря 1945 года[5]
6. ↑  Ввручена по состоянию на 31 декабря 1945 года[6]